# Benito García Cano
Benito García Cano (Honrubia de la Cuesta, 3 d'abril de 1915 - Barcelona, 24 d'agost de 1999) fou un futbolista castellanolleonès de les dècades de 1930 i 1940.

## Trajectòria
Començà la seva trajectòria al Betis de Cuatro Caminos, Peña Álvarez de Madrid, Nacional Madrid i al Cartagena FC. El 1939 fitxà pel FC Barcelona, essent un dels defenses titulars del club durant la primera meitat de la dècada. Jugà al club fins al 1945 un total de 58 partits de lliga. Guanyà una lliga la temporada 1944-45 i una Copa la temporada 1941-42. Disputà un partit amb la selecció catalana l'any 1942.
Un cop finalitzada la seva etapa com a jugador esdevingué entrenador de diversos equips catalans, com UE Sant Andreu (1947-1951), Terrassa FC, CE Manresa, CE Europa i CF Badalona.
També fou empresari. Juntament amb Marià Martín creà una botiga d'esports que amb el temps ha esdevingut Benito Sports.